# Championnats d'Europe de gymnastique artistique masculine 1957
Navigation
Édition précédente Édition suivante
Le 2e championnat d'Europe de gymnastique artistique masculine s'est déroulé à Paris en 1957.

## Résultats

### Concours général individuel
| Rang               | Gymnaste            | Total  |
| ------------------ | ------------------- | ------ |
| Médaille d'or      | Joachim Blume (ESP) | 57.400 |
| Médaille d'argent  | Yuri Titov (URS)    | 56.850 |
| Médaille de bronze | Max Benker (SUI)    | 55.900 |

### Finales par engins

#### Sol
| Rang               | Gymnaste                | Total |
| ------------------ | ----------------------- | ----- |
| Médaille d'or      | William Thoresson (SWE) | 19.55 |
| Médaille d'argent  | Nick Stuart (GBR)       | 19.20 |
| Médaille de bronze | Herbert Schmidt (FRG)   | 19.10 |

#### Cheval d'arçon
| Rang               | Gymnaste            | Total |
| ------------------ | ------------------- | ----- |
| Médaille d'or      | Joachim Blume (ESP) | 19.20 |
| Médaille d'argent  | Max Benker (SUI)    | 19.00 |
| Médaille de bronze | Ivan Caklec (YUG)   | 18.60 |

#### Anneaux
| Rang               | Gymnaste              | Total |
| ------------------ | --------------------- | ----- |
| Médaille d'or      | Joachim Blume (ESP)   | 19.65 |
| Médaille d'argent  | Yuri Titov (URS)      | 19.55 |
| Médaille de bronze | Kalevi Suoniemi (FIN) | 19.45 |

#### Saut
| Rang               | Gymnaste                | Total |
| ------------------ | ----------------------- | ----- |
| Médaille d'or      | Yuri Titov (URS)        | 19.15 |
| Médaille d'argent  | Rajmund Csanyi (HUN)    | 18.85 |
| Médaille de bronze | William Thoresson (SWE) | 18.80 |

#### Barres parallèles
| Rang               | Gymnaste            | Total |
| ------------------ | ------------------- | ----- |
| Médaille d'or      | Jack Günthard (SUI) | 19.15 |
| Médaille d'or      | Joachim Blume (ESP) | 19.15 |
| Médaille de bronze | Max Benker (SUI)    | 19.10 |

#### Barre fixe
| Rang               | Gymnaste            | Total |
| ------------------ | ------------------- | ----- |
| Médaille d'or      | Jack Günthard (SUI) | 19.55 |
| Médaille d'argent  | Joachim Blume (ESP) | 19.45 |
| Médaille de bronze | Yuri Titov (URS)    | 19.20 |

## Tableau des médailles
| 1 | {{country data {{{1}}} | Pays/callback | name = | variant= | size= }} | ? | ? | ? | ? |
| 2 | {{country data {{{1}}} | Pays/callback | name = | variant= | size= }} | ? | ? | ? | ? |
| 3 | {{country data {{{1}}} | Pays/callback | name = | variant= | size= }} | ? | ? | ? | ? |
| 4 | {{country data {{{1}}} | Pays/callback | name = | variant= | size= }} | ? | ? | ? | ? |
| 5 | {{country data {{{1}}} | Pays/callback | name = | variant= | size= }} | ? | ? | ? | ? |
| 6 | {{country data {{{1}}} | Pays/callback | name = | variant= | size= }} | ? | ? | ? | ? |
| 7 | {{country data {{{1}}} | Pays/callback | name = | variant= | size= }} | ? | ? | ? | ? |
| 8 | {{country data {{{1}}} | Pays/callback | name = | variant= | size= }} | ? | ? | ? | ? |